# Слободяник, Александр Артемьевич
Алекса́ндр Артемьевич Слободя́ник (5 сентября 1941, Киев — 11 августа 2008, Нью-Джерси) — советский и американский пианист; заслуженный артист РСФСР (1970).

## Биография
Родился 5 сентября 1941 года в Киеве. С 1948 года учился в Львовской средней специальной музыкальной школе (в одно время с Юрием Башметом) у Л. В. Галембо, с 1957 — в Центральной музыкальной школе при Московской консерватории (у С. Л. Дижура), затем в самой Московской консерватории (у Г. Г. Нейгауза; окончил класс В. В. Горностаевой) в её аспирантуре.
С 1966 года — солист Московской филармонии.
В 1989 году переехал с семьёй в США; с 1990 года жил в Нью-Йорке, в последние годы — в Нью-Джерси (со второй женой). Преподавал в Украинском музыкальном институте Америки (Нью-Йорк), в собственной студии в университете Монклер; читал лекции в Петербургской консерватории, давал мастер-классы (последний — за день до смерти).
В сентябре 1994 г. инициировал проведение Морристаунского Международного фестиваля искусств; во время открытия состоялся гала-концерт, в котором сам А. Слободяник выступил как солист в сопровождении Санкт-Петербургского оркестра под руководством В. Гергиева. Привлекал музыкантов мирового масштаба — таких, как Максим Венгеров, Питер Серкин, Гидон Кремер, Юрий Башмет, Виктор Третьяков, Владимир Фельцман — к участию в уникальных фестивальных программах. Специальными гостями были лауреат Нобелевской премии Иосиф Бродский, Евгений Евтушенко. Параллельно проводились художественные выставки произведений Эрнста Неизвестного и Михаила Шемякина.
Альфред Шнитке посвятил А. Слободянику свои «Афоризмы» для фортепиано.
Умер 11 августа 2008 года на 67-м году жизни от инфекционного менингита в Нью-Джерси. Похоронен на Байковом кладбище в Киеве.

### Семья
Отец — Александр Павлович Слободяник, психиатр, доцент кафедры психиатрии Львовского медицинского института, автор монографии «Психотерапия, внушение, гипноз».
Жена — Наталья, виолончелистка;
- сын — Александр Александрович Слободяник, пианист[3][5], женат на Марии Машковой, дочери артиста и политика Владимира Машкова.

Жена — Лариса Крупа, пианистка.

## Творчество
Концертировал с 1960-х годов. Гастролировал в странах Восточной и Западной Европы, США, Канаде, Японии, странах Латинской Америки.
Его дебют в Карнеги-холл (1968) был высоко оценен Артуром Рубинштейном и Владимиром Горовицем.
Выступал в сопровождении Филадельфийского, Кливлендского филармонического, Кировского оркестров, Национального оркестра Франции, оркестра Гевандхауза, ансамбля «Солисты Москвы» и других оркестров под управлением Леонарда Бернстайна, Курта Мазура, Джона Барбиролли, Кристофа фон Донаньи, Валерия Гергиева, Мариса Янсонса, Неэме Ярви, Дмитрия Китаенко, Кирилла Кондрашина, Мстислава Ростроповича, Геннадия Рождественского, Томаса Зандерлинга, Максима Шостаковича, Юрия Темирканова, Юрия Башмета.
Был изящным интерпретатором музыки романтизма, особенно Ф. Шопена, Ф. Листа, С. В. Рахманинова, М. П. Мусоргского; ему была близка и музыка С. С. Прокофьева и А. Г. Шнитке. В его исполнении сочетались выразительность интонирования и виртуозность.

## Награды и признание
- 7-я премия на конкурсе имени Шопена (Варшава, 1960)[9].
- 4-я премия на конкурсе имени Чайковского (1966)[6].
- Заслуженный артист РСФСР (1970)[3].